# Tozas
Tozas es un despoblado español del municipio de Doñinos de Ledesma, perteneciente a la provincia de Salamanca, en la comunidad autónoma de Castilla y León.

## Historia
Hacia mediados del siglo XIX, el lugar, perteneciente a Doñinos, estaba ya despoblado. Aparece descrito en el decimoquinto volumen del Diccionario geográfico-estadístico-histórico de España y sus posesiones de Ultramar de Pascual Madoz con las siguientes palabras:

TOZAS: desp. en la prov. de Salamanca, part. jud. de Ledesma, térm. municipal de Doñinos.
(Madoz, 1849, p. 124)

En 2022, no tenía empadronado ningún habitante.